# Vertrag von Xanten

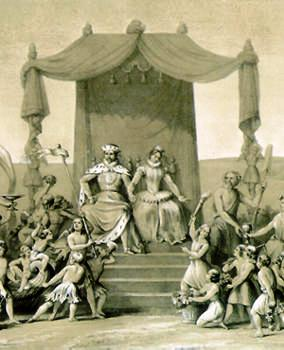
Allegorie des Erwerbs der Rheinlande durch Preußen, Lithografie aus dem 19. Jahrhundert: Gottheiten, die Preußen und die Rheinlande symbolisieren, huldigen dem brandenburgisch-preußischen Kurfürstenpaar Johann Sigismund und Anna, einer Enkelin Wilhelms von Jülich-Kleve-Berg.

Der Vertrag von Xanten, auch Vergleich von Xanten genannt, wurde am 12. November 1614 in Xanten geschlossen. Er brachte im seit 1609 währenden Jülich-Klevischen Erbfolgestreit zwischen Kurfürst Johann Sigismund von Brandenburg und Herzog Wolfgang Wilhelm von Pfalz-Neuburg eine vorläufige Lösung.

## Vorgeschichte
Als nach dem Tode von Johann Wilhelm, Herzog von Jülich-Kleve-Berg sowie Graf von Mark und Ravensberg, am 25. März 1609 der Erbfall eintrat, beanspruchten mehrere Reichsstände dessen Besitz für sich. Zur Durchsetzung ihrer Ansprüche zogen sie ausländische Mächte auf ihre Seite (Spanien, Frankreich, England). So drohte der Erbfolgestreit sich 1614 erneut, wie schon bei der Belagerung von Jülich 1610, sich zu einem europäischen Krieg auszuwachsen. Auch der Umstand, dass in den vom Erbfolgestreit betroffenen Gebieten unterschiedliche konfessionelle Zugehörigkeiten galten, führte dazu, dass sich Dritte als „Beschirmer“ einzelner Konfessionen einmischten. Um sich die Unterstützung der Niederländer zu sichern, konvertierte Kurfürst Johann Sigismund 1613 zu den Reformierten; um sich die Unterstützung der Spanier zu sichern, konvertierte Herzog Wolfgang Wilhelm 1614 zum Katholizismus. Im September 1614 bemächtigten sich niederländische und spanische Truppen einzelner Städte am Niederrhein und in der Grafschaft Mark. Da Spanien und die Republik der Sieben Vereinigten Provinzen am 12. April 1609 in Antwerpen einen Waffenstillstand geschlossen hatten, mussten die Heerführer bestrebt sein, einen unmittelbaren Zusammenprall ihrer Heere zu vermeiden. Die Kriegsgefahr bewog die beiden Hauptanspruchsteller, Kurfürst Johann Sigismund von Brandenburg und Herzog Wolfgang Wilhelm von Pfalz-Neuburg sowie die Spanier und die Niederländer, der Aufnahme von Verhandlungen zuzustimmen. Als Verhandlungsort wurde Xanten bestimmt, dafür räumten die spanischen Truppen die Stadt.

## Vertragsschluss
Das Ergebnis der Verhandlungen war ein 24 Artikel umfassender Vertrag. Er legte vorläufig („interimsweis und provisionaliter“) eine Verwaltungsteilung der Erblande fest, und zwar zwischen dem Herzogtum Kleve, der Grafschaft Mark, der Grafschaft Ravensberg und der Herrschaft Ravenstein einerseits und dem Herzogtum Jülich sowie dem Herzogtum Berg andererseits. Die Erbmasse der Vereinigten Herzogtümer Jülich-Kleve-Berg wurde so aufgeteilt, dass Kleve, die Mark, Ravensberg und die Herrschaft Ravenstein dem Kurfürsten von Brandenburg zugesprochen wurden und Jülich und Berg dem Herzog von Pfalz-Neuburg. Die Erblande sollten ungeachtet der geteilten Verwaltung weiterhin als „Union“, als gemeinsamer Besitz gelten.

## Folgen
Streitigkeiten über den Rückzug der spanischen und der niederländischen Besatzungen aus den Städten, die sie zum Pfand genommen hatten, und um das Verfahren der Ratifikation bewirkten, dass der von den Unterhändlern unterschriebene Vertrag von den Vertragspartnern nicht ratifiziert wurde. Infolgedessen kam es nicht zu der im Vertrag verabredeten Wahrung des Zusammenhalts der Vereinigten Herzogtümer, sondern zu deren Teilung de facto. Immerhin verhinderte der in Xanten ausgehandelte Vertrag noch einmal einen großen militärischen Konflikt in Mitteleuropa – der dann vier Jahre später als Dreißigjähriger Krieg ausbrach. Brandenburg konnte durch den Gebietsgewinn seine Position in Westdeutschland erheblich stärken.
Die definitive Erbteilung erfolgte erst in zwei späteren Verträgen: im Vertrag von Kleve 1666 und in einem 1671 zwischen Brandenburg und Pfalz-Neuburg geschlossenen Vertrag, durch den Brandenburg gegen eine Zahlung von 5000 Reichstalern die Herrschaft Ravenstein an Pfalz-Neuburg abtrat.

## Vertragstext
- deutsche Fassung: Johann Christian Lünig: Das Teutsche Reichs-Archiv, Band Des Teutschen Reichs-Archivs Pars Specialis, darin eingebundener Teilband Dritter Theil [mit separater Seitenzählung]. Lanckisch, Leipzig 1713, Nr. XXXVI, S. 82–86.
- französische Fassung: Jean Dumont: Corps Universel Diplomatique Du Droit Des Gens : Contenant Un Recueil Des Traitez D'Alliance, De Paix, De Trêve, ... qui ont été faits en Europe, depuis le Regne de l'Empereur Charlemagne jusques à présent. Brunel, Amsterdam 1728, Nr. CXLII, S. 259–261.